# نیزک‌شاهان
نیزک‌شاهان (فارسی میانه: 𐭭𐭩𐭰𐭪𐭩 nycky) یا هون‌های نیزک، یک پادشاهی مهم عشایری در جنوب منطقهٔ هندوکش در جنوب آسیا بود که از حدود ۴۸۴ تا ۶۶۵ میلادی دوام داشت. گرچه آن‌ها به‌عنوان آخرین حکومت از چهار حکومت هونی جنوب آسیا شناخته شده‌اند، اما قومیتشان هنوز مورد بحث و فرضی است. شواهد اصلی دربارهٔ آنان بیشتر سکه‌هایی با تصویر تاج سر گاومیش آبی و نام «نیزک» است.
هور دولت هون‌های نیزک پس از شکست امپراتوری ساسانی به‌دست هپتال‌ها آغاز شد. مؤسس آنان، خینغال، ممکن است از نوادگان هپتال‌ها بوده یا حاکم بومی‌ای بوده که خراج‌گذار شد. اطلاعات کمی دربارهٔ فرمانروایان پس از او موجود است؛ همواره مکاتبات دیپلماتیک با دودمان تانگ چین داشته‌اند و از نیمهٔ سدهٔ ششم میلادی با الخون‌ها هم‌عهد شده‌اند.
دولت نیزک‌ها در میانهٔ سدهٔ هفتم میلادی در پی تهاجمات مرزی عرب‌ها رو به زوال نهاد؛ آخرین پادشاه آنان غار-ایلچی نام داشت. بارها تیگین، که تابع دولتشان بود، تاج و تخت را غصب کرد و دودمان کابل‌شاهان را بنیان نهاد. نیم‌قرن بعد در بخشی از توخارستان غربی دو فرمانروایی با نام «نیزک تَرخان» حضور داشتند که با فرماندار اموی مخالفت کردند؛ ارتباط دقیق آن‌ها با هون‌های نیزک فرضی است.

## ریشه‌شناسی نام
در منابع آن‌روز، واژهٔ «نیزک» به‌صورت عربی nīzak یا فارسی میانه nyčky آمده است. شکل عربی بیشتر برای لقب «نیزک تارخان‌ها» در توخارستان غربی استفاده شده، در حالی که شکل پهلوی در سکه‌های هون‌های نیزک دیده می‌شود. ریشه‌شناسی دقیق نام مبهم است؛ فرانتز گرنت آن را مرتبط با واژهٔ پهلوی «nēzag» (به معنی نیزه) می‌داند، در حالی که یانوش هارماتا آن را از ریشهٔ سُکایی میانه *nājsuka- («شورنده، مبارز») پیگیری کرده است.
همچنین واژه‌های چینی میانه «捺塞» (Nasai) و «泥孰» (Nishu) ترجمه‌های احتمالی از «نیزک» بوده‌اند، اگرچه تلفظ متفاوتی دارند. با بررسی متون چینی، مینورو اینابا، پژوهشگر آسیای میانه، نتیجه گرفته است که «Nishu» هم نام شخصی و هم لقب در میان قبایل ترکی مختلف بوده است.

## قلمرو
هون‌های نیزک بر ایالت «میهن» (Jibin)، معروف به «کاپیسی»، حکومت می‌کردند که در زمان کوآنزنگ با حجیم‌کردن در ناحیهٔ کابل بزرگ شناخته می‌شد. در حدود سال ۶۳۰ میلادی، خوآن‌تسانِگ، بودایی چینی، شرح می‌دهد که کاپیسی شامل یازده فرمانداری تابعه بود، از جمله لغمان، ناحیه بنو، ناگارهارا و گنداره. در آن دوران Taxila (تکسلا) به‌تازگی به کشمیر از دست رفته بود.

### سفرنامه‌ها

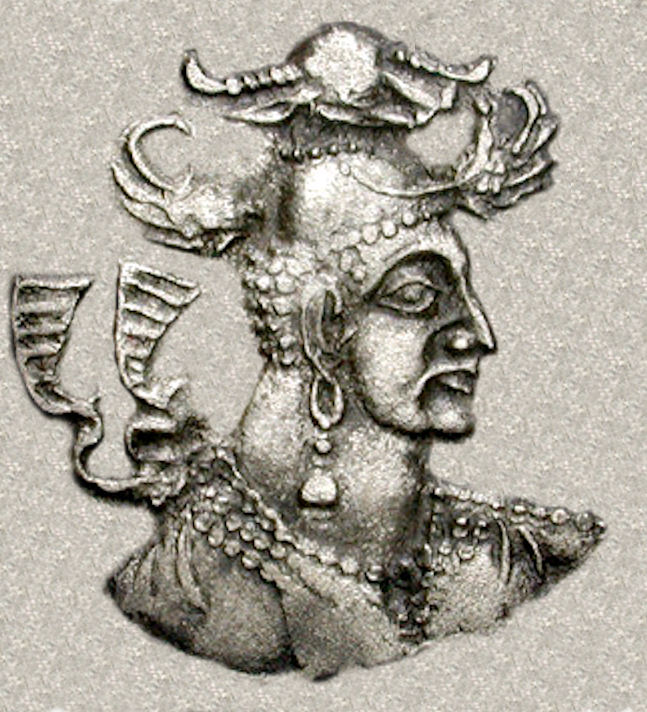
پادشاه نیزک؛ تصویر منقوش بر سکه از فاز اول سکه‌ها

قدیمی‌ترین اشاره به کاپیسی در سفرنامهٔ بودایی ژیان‌ناگوپتا، در سال ۵۵۴ میلادی است. در اوایل سدهٔ هفتم، راهب هندی جنوبی دارماگوپتا این منطقه را دید، اگرچه زندگینامهٔ وی اکنون در دست نیست. خوآن‌تسانگ، راهب چینی، که حدود سال ۶۳۰ میلادی از کاپیسی دیدن کرد، جزو دقیق‌ترین منابع دربارهٔ هون‌های نیزک است؛ گرچه نام دودمان را ذکر نمی‌کند، از ملاقات با شاه در اودابندان‌پورا و سفر با او تا غزنی و کابل صحبت می‌کند و شرح می‌دهد که پادشاه جنگ‌جو و زیرک است و از نژاد «شالی/سولی» (احتمالاً کشاتریا) بوده است.

### تاریخ‌های چینی
در «Cefu Yuangui» (نامهٔ قرن یازدهم) و «تاریخ قدیم تانگ» (قرن دهم)، سیزده مأموریت از Jibin به دربار تانگ از سال‌های ۶۱۹ تا ۶۶۵ میلادی ثبت شده است. جدول ماموریت‌ها نشانگر وجود سلسله‌ای از فرمانرواهاست، اگرچه نام خاندان ذکر نشده است ولی پژوهشگران آن را هون‌های نیزک می‌دانند. در سیزدهمین مأموریت (۶۵۸)، این منطقه «تحت‌الحمایه عمومی برای صلح غرب» خوانده شده و ذکر شده که از Xinnie (مؤسس) تا پادشاه Hexiezi دوازده نسل پشت سر هم پادشاهی کرده‌اند؛ گرچه این عدد برای اشاره به نسل‌ها به‌طور لفظی نبوده است. در ۶۶۱ میلادی گزارش شده که پادشاه Jibin از سوی دربار چین به‌سمت فرماندار نظامی اراضی و لشکرگرد منطقهٔ Xiuxian منصوب شده است.